# Somersetön
Somersetön (engelska: Somerset Island) är en ö bland Kanadas arktiska öar. Den ligger i territoriet Nunavut i norra Kanada. Ön är 24 786 km² till ytan och skiljs från Boothiahalvön i söder av det endast 2 km breda sundet Bellot Strait.

Trakten runt Somersetön består i huvudsak av gräsmarker. Trakten är nära nog obefolkad, med mindre än två invånare per kvadratkilometer.